# Szymon Mocek
Szymon Mocek (ur. 28 października 1888 w Bukówcu Górnym, zm. 13 lutego 1960 w Koszalinie) – chorąży saperów Wojska Polskiego w II Rzeczypospolitej, kawaler Krzyża Srebrnego Orderu Virtuti Militari.

## Życiorys
Urodził się w rodzinie Józefa (rolnika) i Anny z domu Małeckiej.
Po ukończeniu szkoły powszechnej został członkiem Towarzystwa „Sokół”. W latach 1908–1910 odbywał służbę wojskową w 5 batalionie pionierów armii niemieckiej. Po przejściu do cywila pracował zawodowo. W okresie I wojny światowej został ponownie powołany do armii Cesarstwa Niemieckiego, w której służył w latach 1914–1918, walcząc między innymi na froncie zachodnim.
Uczestnik powstania wielkopolskiego – w grudniu 1918 roku utworzył oddział powstańczy (pod nazwą Bukówiec Górny), na którego czele walczył na odcinku Leszno–Wschowa. Na początku stycznia 1919 roku wstąpił do Wojska Polskiego i otrzymał przydział do 14 batalionu saperów Wielkopolskich. Pod dowództwem porucznika Kandziery wziął udział w walkach pod Odolanowem i Granowcem . Od września 1919 r. jako dowódca plutonu saperów uczestniczył w wojnie z bolszewikami. Jego pluton wraz z resztą 14 baonu saperów Wlkp. wchodził w skład 14 Dywizji Piechoty, walczącej w ramach Frontu Litewsko-Białoruskiego. Sierżant Szymon Mocek odznaczył się w nocy z 4 na 5 stycznia 1920 roku podczas walk w okolicach wsi Sawicze koło Bobrujska. Wówczas to, podczas ataku bolszewików, zebrał samorzutnie oddział saperów i zaatakował wroga ze skrzydła, wywołując panikę w jego szeregach. Za ten czyn został odznaczony Krzyżem Srebrnym Orderu Virtuti Militari. Nadanie to zostało następnie potwierdzone dekretem Wodza Naczelnego marszałka Józefa Piłsudskiego L.2972 z 13 maja 1921 roku (opublikowanym w Dzienniku Personalnym Ministerstwa Spraw Wojskowych Nr 21 z dnia 28 maja 1921 roku). W czerwcu 1921 roku został awansowany do stopnia chorążego.
Do końca lipca 1933 roku służył zawodowo w Wojsku Polskim, a ostatnim miejscem jego przydziału był Batalion Mostowy w Kazuniu. Po przejściu do rezerwy zamieszkał w Gnieźnie. We wrześniu 1939 roku walczył w składzie Armii „Lublin”. Od października 1939 r. przebywał w sowieckiej niewoli, z której uciekł i powrócił do Gniezna. Pod koniec lutego następnego roku został razem z rodziną wysiedlony do Rzeszowa. Od roku 1945 mieszkał i pracował zawodowo w Koszalinie. Był represjonowany i więziony przez UB. Na emeryturę przeszedł w 1958 roku. Zmarł w Koszalinie, pochowany został w Gnieźnie na cmentarzu św. Piotra i Pawła (spoczywa razem z żoną Heleną – sektor: 8, rząd: 1, grób: 19).
Żoną Szymona Mocka była od 1921 roku Helena Grzesiecka (ur. 8.5.1895 r., zm. 11.7.1948 r.), z którą mieli syna Edwarda oraz córki Zytę i Janinę.

## Ordery i odznaczenia
- Krzyż Srebrny Orderu Virtuti Militari Nr 1085[4]
- Brązowy Krzyż Zasługi
- Wielkopolski Krzyż Powstańczy[2]